# 천주로
천주로(Cheonju-ro)는 경상남도 창원시 의창구 북면과 의창동을 잇는 창원시의 도로이다.
전 구간 왕복 2차선의 도로로, 2000년대들어 왕복 4차선의 국도 제79호선(정렬대로)이 개통하기 전 까지는 창원 시내와 북면을 잇는 유일한 도로였다. 국도 제79호선이 개통 한 이후로는 외곽으로 빠지는 국도 제79호선이 미처 경유하지 못하는 마을 중심지역을 지나는 보조적인 간선 역할을 담당하고 있다. 북면을 오가는 시내버스 모두 이 도로를 통해 운행하고 있고, 정렬대로를 경유하는 버스노선이 없는 이유가 이 때문이다.
북면 화천 교차로 인근의 북창원 나들목에서 남해고속도로와 교차하는 것이 특징이다.

## 주요 경유지
- 창원시
  - 북면 - 내곡삼거리 - 의안교차로 - 의창동